# Saw 3
Série Saw
Saw 2
(2005) Saw 4
(2007)
Pour plus de détails, voir Fiche technique et Distribution.
Saw 3 ou Décadence III au Québec (Saw III), est un film d'horreur américano-canadien réalisé par Darren Lynn Bousman, sorti en 2006.
Il est le troisième volet de la série de films Saw, scénarisé à nouveau par Leigh Whannell mais également par James Wan, réalisateur et coscénariste du premier film. Darren Lynn Bousman reprend de son côté son poste de réalisateur qu'il avait pour le précédent film sans toutefois participer au scénario. Le trio réalise le film dans l'optique d'en faire la conclusion d'une trilogie, en hommage à leur producteur Greg Hoffman décédé peu après la sortie de Saw 2.
Le film met en scène Tobin Bell et Shawnee Smith, qui reprennent leurs rôles, et rejoints par Angus Macfadyen et Bahar Soomekh.
La trame se déroule six mois après le précédent film. Alors que l'identité de Jigsaw ainsi que la complicité d'Amanda Young dans les meurtres qui ont suivi sa propre épreuve ont été dévoilés au grand jour, le vieil homme est désormais aux portes de la mort. Jigsaw met en place un ultime jeu, obligeant le docteur Lynn Denlon à le maintenir en vie jusqu'à ce qu'un homme du nom de Jeff termine sa propre épreuve.
Le film est un succès dépassant les performances au box-office de ses prédécesseurs, bien qu'avec des critiques allant de mitigées à négatives, remportant près 165 millions de dollars, ce qui en fait le plus grand succès des neuf films sortis à ce jour. Il est le dernier volet écrit par les créateurs de la franchise James Wan et Leigh Whannell et peut apparaître comme la conclusion de la trilogie consacrée à John Kramer et Amanda Young. Malgré cette fin, l'histoire est poursuivie par d'autres scénaristes dès l'année suivante.

## Synopsis
Le film commence immédiatement après les événements du précédent film, alors qu'Eric Matthews vient d'être enfermé dans le noir par Amanda Young dans la salle de bains souterraine abandonnée du premier film. Enchaîné par le pied aux canalisations, il parvient néanmoins à se libérer en se brisant la cheville avec un couvercle de toilettes.
Six mois plus tard, alors qu'il est toujours porté disparu, Allison Kerry et Daniel Rigg découvrent les restes d'une victime d'un nouveau piège de Jigsaw, un multi-récidiviste nommé Troy, qui devait arracher les chaînes accrochées dans sa chair et quitter la pièce avant l'explosion d'une bombe. Face aux explications de leur collègue Mark Hoffman, Kerry pointe le fait que la porte de la pièce était soudée et qu'il était impossible pour Troy de s'enfuir, élément en contradiction avec le mode opératoire de John Kramer. De plus, l'idée qu'un homme qui était déjà mourant plusieurs mois auparavant ait pu installer un piège aussi complexe les laisse dubitatif. Le soir, Kerry est capturée chez elle et se réveille avec un appareil inséré dans la cage thoracique. Une vidéo avec la poupée-ventriloque de Jigsaw lui explique qu'elle est piégée pour son obsession des morts plutôt que de savourer sa propre vie. Pour se libérer, elle doit récupérer une clé dans un bocal d'acide, ce qu'elle parvient à faire mais elle n'est pas libérée du piège pour autant et est tuée, les côtes arrachées.
Dans un hôpital, le docteur Lynn Denlon est enlevée peu après une opération au cours de laquelle elle a sauvé un enfant blessé grièvement à la suite d'un accident de la route et est conduite par Amanda devant un John Kramer aux portes de la mort. Amanda lui met autour du cou un collier muni de cartouches de fusil, relié au moniteur cardiaque de John : s'il meurt, il se déclenchera et la tuera. Son épreuve est de maintenir Jigsaw vivant le temps qu'un homme, un autre sujet de test, réalise son propre jeu. L'homme en question, Jeff, a été choisi en raison de son obsession pour la vengeance envers ceux qu'il estime responsable de la mort de son fils Dylan, percuté par un conducteur ivre du nom de Timothy Young, au point de négliger sa famille. Son objectif annoncé est d'oublier sa vengeance et d'apprendre le pardon au fil des épreuves qu'il va passer.
Il arrive à son premier test dans une chambre froide où se trouve une femme nommée Danica Scott, l'unique témoin de l'accident mais a refusé de témoigner devant le tribunal. Entièrement nue et enchainée par les mains au plafond, de l'eau glacée est projetée à intervalles réguliers sur son corps. Jeff doit récupérer une clé à travers des barres gelées pour sortir de la pièce et choisir entre libérer également Danica ou la laisser mourir de froid. Face à ses supplications, il consent à la délivrer mais récupère la clé trop tard. Son deuxième test est de choisir entre libérer le juge Halden, ayant prononcé une peine de prison minimaliste contre Timothy Young, ou le laisser mourir noyé dans une mare de carcasses de porcs broyées. Mais pour libérer Halden, Jeff doit brûler l'ensemble des souvenirs de son fils dans un incinérateur afin de récupérer la clé. En larmes, il finit par activer les flammes et voit les photos et peluches de Dylan être réduites en cendres. Il parvient ensuite à sauver le magistrat.
Lynn, de son côté, est parvenue à stabiliser l'état de John après de multiples crises, au prix d'une opération au cerveau du vieil homme pour réduire la pression intracrânienne provoquée par sa tumeur. Les tensions sont néanmoins vives avec Amanda, qui n'hésite pas à brutaliser Lynn, malgré les multiples remontrances de son mentor qui finit par ordonner qu'il soit laissé seul avec la médecin. Isolée, elle se remémore les débuts de sa collaboration avec Jigsaw, notamment la préparation du jeu de Lawrence Gordon et Adam, puis la façon dont elle a achevé le jeune photographe. John, de son côté, met Lynn face à sa négligence envers sa fille ainsi que sa relation adultérine.
Jeff, accompagné de Halden, atteint dans le même temps sa dernière épreuve, où ils ne trouvent nul autre que Timothy Young lui-même. Le dispositif dans lequel il est enfermé va lui tordre chacun des membres jusqu'à ce que mort s'ensuive. Jeff peut néanmoins le sauver en récupérant une clé qui est toutefois reliée à la détente d'un fusil. Initialement satisfait, Jeff finit par douter devant les remontrances de Halden et les hurlements de douleur de Timothy. Il se décide finalement à récupérer la clé sans se mettre dans la ligne de mire du fusil mais ne remarque pas que Halden, en cherchant un autre moyen de stopper l'engin, s'est mis sur la trajectoire sans s'en rendre compte : le juge prend la balle en pleine tête. Jeff surmonte le choc de cette mort et tente de libérer le jeune homme mais ne trouve pas où utiliser la clé et supplie à la caméra d'arrêter la machine, hurlant qu'il pardonne à Timothy. En vain, ce dernier voit sa nuque être tordue et brisée.
Amanda revient vers John et Lynn et annonce que leur deuxième victime a passé sa dernière épreuve. Le vieillard proclame alors sa victoire à Lynn mais Amanda refuse de lui retirer son collier, montrant sa jalousie à la suite de leurs interactions. John la supplie d'entendre raison et lui apprend qu'il sait qu'elle a trafiqué les pièges de Troy et Kerry, violant ainsi les règles de sa philosophie, mais qu'elle peut se rattraper avec Lynn. Refusant d'écouter ses avertissements, elle finit par tirer sur Lynn au moment où Jeff arrive à son tour dans la pièce. John révèle alors que Lynn n'est autre que la femme de Jeff avant que ce dernier, qui a pu se constituer un pistolet laissé en pièces tout au long de son jeu, abatte Amanda d'une balle dans la gorge. Avant qu'elle ne meure, John lui révèle que laisser Lynn en vie était sa propre épreuve, afin de se montrer digne de son héritage, et affirme qu'il souhaitait pourtant plus que tout sa réussite.
Désormais seul face à Jeff, il lui propose une ultime épreuve pour vérifier s'il a appris à oublier la vengeance : lui pardonner ce qu'il lui a fait subir ainsi qu'à Lynn, en échange de quoi il appellera une ambulance, ou le tuer avec les différents instruments de chirurgie présents. En réponse, Jeff saisit une scie circulaire et l'égorge. Alors que son rythme cardiaque faiblit, John déclenche un dernier magnétophone, informant Jeff de son échec et qu'il va payer le prix pour n'avoir vécu que pour la vengeance : il détient également sa fille Corbett et pour la récupérer désormais, il devra faire un nouveau jeu. Quand l'électrocardiogramme annonce l'arrêt du cœur de Jigsaw, le collier de Lynn s'enclenche, la tuant sur le coup.

## Fiche technique
- Titre original : Saw III
- Titre français : Saw 3
- Titre québécois : Décadence III
- Réalisation : Darren Lynn Bousman
- Scénario : Leigh Whannell, d'après une histoire de Leigh Whannell et James Wan
- Musique : Charlie Clouser
- Direction artistique : Anthony A. Ianni
- Décors : David Hackl
- Costumes : Alex Kavanagh
- Photographie : David A. Armstrong (en)
- Son : Keith Elliott, Andrew Tay et Mark Zsifkovits
- Montage : Kevin Greutert
- Production : Mark Burg, Gregg Hoffman (en) et Oren Koules

Production déléguée : James Wan, Leigh Whannell, Peter Block, Jason Constantine et Stacey Testro
Production associée : Troy Begnaud
Coproduction : Greg Copeland
- Sociétés de production[1] :
  - États-Unis : Evolution Entertainment (en) et Saw 2 Productions, avec la participation de Twisted Pictures (en)
  - Canada : Cinespace Film Studios (en)
- Sociétés de distribution : Lionsgate et Twisted Pictures
  - États-Unis : Lionsgate
  - Canada : Maple Pictures, Christal Films[2], Alliance Films[3]
  - France : Metropolitan Filmexport
  - Suisse : Ascot Elite Entertainment Group
  - Belgique : Belga Films
- Budget : 10 millions de $[4]
- Pays d'origine :  États-Unis,  Canada
- Langue originale : anglais
- Format[5] : couleur (DeLuxe) - 35 mm - 1,85:1 (Panavision) - son DTS | Dolby Digital | SDDS | DTS (Dolby 5.1)
- Genre : épouvante-horreur, thriller, policier, mystère
- Durée[5] : 108 minutes (version cinéma)  / 114 minutes (version non censurée) / 121 minutes (director's cut Extreme)
- Dates de sortie[6] :
  - États-Unis, Canada : 27 octobre 2006
  - France, Suisse romande[7] : 22 novembre 2006
  - Belgique : 20 décembre 2006
- Classification[8] :
  -  États-Unis : Les enfants de moins de 17 ans doivent être accompagnés d'un adulte 17 ans (certificat #42733) (R – Restricted) [Note 1].
  -  Canada : Les personnes de moins de 18 ans doivent être accompagnées d'un adulte (18A - 18 Accompaniment).
  -  Canada (Manitoba - Version director's cut) : Interdit aux moins de 18 ans (R - Restricted).
  -  Québec : 16 ans et plus (16+ / 16 years and over).
  -  France : Interdit en salles aux moins de 18 ans (visa d'exploitation no 116511 délivré le 21 novembre 2006)[9],[10],[Note 2].

## Distribution
- Tobin Bell (VF : Bruno Dubernat ; VQ : Stéphane Rivard[11]) : John Kramer / Jigsaw
- Shawnee Smith (VF : Nathalie Karsenti ; VQ : Hélène Mondoux) : Amanda Young
- Angus Macfadyen (VF : Maurice Decoster ; VQ : Alain Zouvi) : Jeff
- Bahar Soomekh (VF : Véronique Desmadryl ; VQ : Marika Lhoumeau) : Lynn Denlon
- Donnie Wahlberg (VF : Renaud Marx ; VQ : Gilbert Lachance) : Eric Matthews
- Dina Meyer (VF : Véronique Volta ; VQ : Camille Cyr-Desmarais) : Allison Kerry
- Leigh Whannell (VF : Alexandre Gillet ; VQ : Philippe Martin) : Adam Stanheight
- Mpho Koaho (en) (VF : Daniel Njo Lobé ; VQ : Patrick Chouinard) : Timothy Young
- Barry Flatman (VF : Pierre Dourlens ; VQ : Frédéric Desager) : le juge Halden
- Lyriq Bent (VF : Julien Chatelet ; VQ : Denis Roy) : Daniel Rigg
- J. Adam Larose : Troy
- Debra McCabe : Danica Scott
- Costas Mandylor (VF : Bertrand Nadler ; VQ : François Trudel) : Mark Hoffman
- Betsy Russell (VF : Emmanuèle Bondeville ; VQ : Mélanie Laberge) : Jill Tuck
- Stefan Georgiou : Dylan Denlon
- Niamh Wilson : Corbett Denlon
- Alan Van Sprang (VF : Damien Ferrette) : Chris
- Kim Roberts (VQ : Joëlle Morin[12]) : l'infirmière Deborah

Version française
- Société de doublage : Dubbing Brothers
- Direction artistique : Danielle Perret
- Adaptation des dialogues : Déborah Perret

Version québécoise
- Société de doublage : Technicolor Services Thomson
- Direction artistique : Nicole Fontaine
- Adaptation des dialogues : Nadine Taillon

## Musique
Albums de Collectif
Saw: II Original Motion Picture Soundtrack
(2005) Saw IV: Original Motion Picture Soundtrack
(2007)
Saw III : Original Motion Picture Soundtrack est la bande originale de Saw 3. Elle est sortie le 25 octobre 2005 sous le label WEA/Warner Bros. Records.
| Edition nord-américaine | Edition nord-américaine                           | Edition nord-américaine           | Edition nord-américaine | Edition nord-américaine | Edition nord-américaine | Edition nord-américaine | Edition nord-américaine | Edition nord-américaine | Edition nord-américaine |
| No                      | Titre                                             | Auteur                            | Durée                   |                         |                         |                         |                         |                         |                         |
| ----------------------- | ------------------------------------------------- | --------------------------------- | ----------------------- | ----------------------- | ----------------------- | ----------------------- | ----------------------- | ----------------------- | ----------------------- |
| 1.                      | This Calling                                      | All That Remains                  | 3:40                    |                         |                         |                         |                         |                         |                         |
| 2.                      | No Submission                                     | Static-X                          | 2:42                    |                         |                         |                         |                         |                         |                         |
| 3.                      | Eyes of the Insane                                | Slayer                            | 3:23                    |                         |                         |                         |                         |                         |                         |
| 4.                      | Walk with Me in Hell                              | Lamb Of God                       | 5:13                    |                         |                         |                         |                         |                         |                         |
| 5.                      | Monochrome                                        | Helmet                            | 3:48                    |                         |                         |                         |                         |                         |                         |
| 6.                      | Guarded                                           | Disturbed                         | 3:23                    |                         |                         |                         |                         |                         |                         |
| 7.                      | Drilled A Wire Through My Cheek                   | Blue October                      | 4:37                    |                         |                         |                         |                         |                         |                         |
| 8.                      | No More                                           | Drowning Pool                     | 4:37                    |                         |                         |                         |                         |                         |                         |
| 9.                      | Burn It Down                                      | Avenged Sevenfold                 | 4:59                    |                         |                         |                         |                         |                         |                         |
| 10.                     | Your Nightmare                                    | Eighteen Visions                  | 3:25                    |                         |                         |                         |                         |                         |                         |
| 11.                     | Dead Underground                                  | Opiate For The Masses             | 3:59                    |                         |                         |                         |                         |                         |                         |
| 12.                     | Suffocating Under Words of Sorrow (What Can I Do) | Bullet for My Valentine           | 3:37                    |                         |                         |                         |                         |                         |                         |
| 13.                     | Fear Is Big Business (Ministry)                   |                                   | 4:53                    |                         |                         |                         |                         |                         |                         |
| 14.                     | The Wolf Is Loose                                 | Mastodon                          | 3:36                    |                         |                         |                         |                         |                         |                         |
| 15.                     | Killer Inside                                     | Hydrovibe Featuring Shawnee Smith | 3:19                    |                         |                         |                         |                         |                         |                         |
| 16.                     | Sakkara                                           | Hourcast                          | 3:46                    |                         |                         |                         |                         |                         |                         |
| 17.                     | Shed                                              | Meshuggah                         | 3:37                    |                         |                         |                         |                         |                         |                         |
| 18.                     | Effigy                                            | The Smashup                       | 4:37                    |                         |                         |                         |                         |                         |                         |
| 19.                     | Siesta Loca                                       | Ghost Machine                     | 3:51                    |                         |                         |                         |                         |                         |                         |
| 20.                     | Shithole Theme                                    | Charlie Clouser                   | 3:16                    |                         |                         |                         |                         |                         |                         |
| 1:18:07                 |                                                   |                                   |                         |                         |                         |                         |                         |                         |                         |

| Edition Européen (disque 1) | Edition Européen (disque 1)                           | Edition Européen (disque 1)                          | Edition Européen (disque 1) | Edition Européen (disque 1) | Edition Européen (disque 1) | Edition Européen (disque 1) | Edition Européen (disque 1) | Edition Européen (disque 1) | Edition Européen (disque 1) |
| No                          | Titre                                                 | Auteur                                               | Durée                       |                             |                             |                             |                             |                             |                             |
| --------------------------- | ----------------------------------------------------- | ---------------------------------------------------- | --------------------------- | --------------------------- | --------------------------- | --------------------------- | --------------------------- | --------------------------- | --------------------------- |
| 1.                          | This Calling                                          | All That Remains                                     | 3:40                        |                             |                             |                             |                             |                             |                             |
| 2.                          | No Submission                                         | Static-X                                             | 2:42                        |                             |                             |                             |                             |                             |                             |
| 3.                          | Eyes of the Insane                                    | Slayer                                               | 3:23                        |                             |                             |                             |                             |                             |                             |
| 4.                          | Walk with Me in Hell                                  | Lamb Of God                                          | 5:13                        |                             |                             |                             |                             |                             |                             |
| 5.                          | Monochrome                                            | Helmet                                               | 3:48                        |                             |                             |                             |                             |                             |                             |
| 6.                          | Guarded                                               | Disturbed                                            | 3:23                        |                             |                             |                             |                             |                             |                             |
| 7.                          | Drilled A Wire Through My Cheek                       | Blue October                                         | 4:37                        |                             |                             |                             |                             |                             |                             |
| 8.                          | No More                                               | Drowning Pool                                        | 4:37                        |                             |                             |                             |                             |                             |                             |
| 9.                          | Burn It Down                                          | Avenged Sevenfold                                    | 4:59                        |                             |                             |                             |                             |                             |                             |
| 10.                         | Your Nightmare                                        | Eighteen Visions                                     | 3:25                        |                             |                             |                             |                             |                             |                             |
| 11.                         | Getting Closer                                        | Dope Stars Inc.                                      |                             |                             |                             |                             |                             |                             |                             |
| 12.                         | Suffocating Under Words of Sorrow (What Can I Do)     | Bullet for My Valentine                              | 3:37                        |                             |                             |                             |                             |                             |                             |
| 13.                         | Fear Is Big Business (Ministry)                       |                                                      | 4:53                        |                             |                             |                             |                             |                             |                             |
| 14.                         | The Wolf Is Loose                                     | Mastodon                                             | 3:36                        |                             |                             |                             |                             |                             |                             |
| 15.                         | Killer Inside                                         | Hydrovibe Featuring Shawnee Smith                    | 3:19                        |                             |                             |                             |                             |                             |                             |
| 16.                         | Sakkara                                               | Hourcast                                             | 3:46                        |                             |                             |                             |                             |                             |                             |
| 17.                         | Haunting                                              | Lore featuring Sean Brennan de London After Midnight |                             |                             |                             |                             |                             |                             |                             |
| 18.                         | Anti                                                  | Samsas Traum                                         |                             |                             |                             |                             |                             |                             |                             |
| 19.                         | Hatredcopter ((crédité Brendon Small et Gene Hoglan)) | Dethklok                                             |                             |                             |                             |                             |                             |                             |                             |
| 20.                         | Organ Grinder                                         | Emilie Autumn                                        |                             |                             |                             |                             |                             |                             |                             |
| 21.                         | Stabbing The Drama                                    | Soilwork                                             |                             |                             |                             |                             |                             |                             |                             |
| 1:18:07                     |                                                       |                                                      |                             |                             |                             |                             |                             |                             |                             |

Albums de Charlie Clouser
Saw II: Original Motion Picture Soundtrack
(2005) Saw IV: Original Motion Picture Soundtrack
(2007)
Saw III: Original Motion Picture Score (disque 2)
Toute la musique de film est composées par Charlie Clouser.
1. "Footcuffed"–
2. "In Chains"-
3. "Hello, Kerry"-
4. "Rib Caged"-
5. "Divorce"-
6. "Amanda"-
7. "Hello, Lynn"-
8. "Daughter"-
9. "Tin Box"-
10. "Freezer"-
11. "Surprised"-
12. "Some Things"-
13. "Doll Hall"-
14. "Pig Juicer"-
15. "Prep"-
16. "Surgery"-
17. "Baptism"-
18. "Shithole"-
19. "The Ring"-
20. "Hello, Tim"-
21. "The Rack"-
22. "Lynn Talks"-
23. "Rules"-
24. "Fight Eric"-
25. "Your Test"-
26. "Fix Me"-
27. "Final Test"

La liste complète de la musique de film. Elle contient 54 pistes, tous composées par Charlie Clouser
1. Open Credits
2. Footcuffed
3. Smashfoot
4. SWAT Team
5. In Chains A
6. In Chains B
7. Chain Links
8. Welded Shut
9. Bathtub
10. On Camera
11. Rib Caged
12. Hello, Kerry
13. Acid Hand
14. Divorce
15. Trauma Room
16. Pressure
17. Pignapped
18. Amanda
19. Hello, Lynn
20. Hello, Jeff
21. Drunk
22. Daughter
23. Tin Box
24. Dr. Lynn
25. It's Begun
26. Stupid Cunt
27. Convulsions
28. Face Fears A
29. Face Fears B
30. Freezer Room
31. Tin Son
32. Lynn Lair
33. Be Surprised
34. Some Things
35. Doll House
36. Pig Room
37. Pig Juicer
38. Prep
39. Surgery
40. Near Death
41. Baptism
42. Shithole
43. The Ring
44. Flashlight
45. Tin Daughter
46. Hello, Tim
47. The Rack
48. Lynn Talks
49. Rules
50. Fight Eric
51. Fix Me
52. Your Test
53. Our Choice
54. Final Test

## Accueil

### Box-office
| Pays ou région    | Box-office      | Date d'arrêt du box-office | Nombre de semaines |
| ----------------- | --------------- | -------------------------- | ------------------ |
| États-Unis Canada | 80 238 724 $    | 14 décembre 2006           | 7                  |
| France            | 767 340 entrées | 19 décembre 2006           | 4                  |
| Mondial           | 164 874 275 $   | 23 septembre 2007          | 28                 |

- Nombre d'entrées en France : 767 340
- Recettes États-Unis : 80 238 724 $
- Recettes mondiales : 164 874 275 $

## Distinctions
Entre 2006 et 2007, Saw 3 a été sélectionné 10 fois dans diverses catégories et a remporté 1 récompense,.

### Récompenses
- Prix BMI du cinéma et de la télévision 2007 : Prix BMI de la meilleure musique de film décerné à Charlie Clouser.

### Nominations
- Prix Schmoes d'or (Golden Schmoes Awards) 2006 : Meilleur film d'horreur de l'année.
- Académie des films de science-fiction, fantastique et d'horreur - Prix Saturn 2007 : Meilleur film d'horreur pour Darren Lynn Bousman[17].
- MTV Movie Awards 2007 : Meilleur méchant pour Tobin Bell.
- MTV Movie Awards (Russe) 2007 : Meilleur film international.
- Prix du jeune public 2007 : Meilleur film d'horreur / thriller.
- Prix Scream 2007 :
  - Meilleure suite,
  - La mutilation la plus mémorable,
  - Roi des cris pour Angus Macfadyen,
  - Le plus vil méchant pour Shawnee Smith et Tobin Bell.

## Autour du film

### Interdiction aux moins de 18 ans
Le 21 novembre, le ministre français de la Culture, Renaud Donnedieu de Vabres, qui a visionné le film, a décidé de suivre l'avis de la commission de classification des œuvres cinématographiques qui avait recommandé d'interdire le film aux mineurs. Le film est interdit en France aux moins de 18 ans (16 ans au Québec) en raison de sa violence. L'interdiction aux moins de 18 ans d'un film autre qu'à caractère pornographique est une décision rare. Elle a été rétablie en 2000 pour le film Baise-moi de Virginie Despentes et appliquée depuis à une poignée de longs métrages, essentiellement en raison de scènes à caractère sexuel. Il avait été saisi par plusieurs organisations professionnelles du cinéma et avait demandé à la commission de classification des œuvres cinématographiques une seconde délibération qui a confirmé le premier avis rendu interdisant le film aux moins de 16 ans.
Après avoir visionné le film Saw 3, Renaud Donnedieu de Vabres estime que la violence et le sadisme incessant et insoutenable de scènes s’apparentant explicitement à des tortures physiques et morales justifient pleinement cette décision d’interdiction. L’interdiction du film aux moins de 18 ans n’interdit pas sa distribution dans les salles mais nécessitera cependant lors de sa possible diffusion télévisée, un cryptage et un contrôle parental.
Lors de sa diffusion sur la chaîne cryptée CinéCinéma Frisson, le film a été diffusé entre minuit et 5 heures du matin, avec double cryptage et saisie du code parental, c'est-à-dire avec les mêmes contraintes que pour un film pornographique. Ce film sera finalement un des deux de la franchise (avec Saw 3D : Chapitre final) à écoper de cette interdiction.

## Les pièges
Les jeux ou pièges sont étudiés par le machiavélique criminel qui impose à ses victimes des choix sadiques pour s'en sortir, ici encore dans ce nouvel opus nous en retrouvons une série.
- Les chaînes : au Lionsgate Film Panel de 2006 à San Diego a été diffusée une scène montrant un homme seul et enchainé dans une salle de classe. Son jeu : sortir de la pièce avant que la bombe remplie de clous posée à côté de lui n'explose. Pour cela, il doit arracher les chaines accrochées à sa peau, mais il ne peut pas sortir car la salle est fermée et meurt dans d'atroces souffrances.

- « L'ange de la Mort » : Allison Kerry est suspendue dans un appareil dont les griffes sont accrochées à son plexus. Devant elle, un bac rempli d'acide dans lequel une clef est en train de se dissoudre. Son jeu : plonger sa main dans le bac d'acide afin de récupérer la clef avant que celle-ci ne soit dissoute et avant que la machine ne se déclenche, arrachant ainsi toutes ses côtes, ce qui finirait par la tuer par asphyxie ou par hémorragie.

- Lynn, une médecin qui néglige son mari et ses enfants, et qui ne se préoccupe plus beaucoup de ses malades, est enlevé par Amanda qui l'emmène au chevet de Jigsaw. Elle se retrouve avec un collier autour du cou relié au moniteur cardiaque du tueur et devra veiller à ce que celui-ci vive le temps de voir son dernier jeu s'accomplir. S'il meurt ou si elle s'enfuit, son collier explose.

- Jeff, un homme dont le fils a été tué par un chauffard qui n'a écopé que d'une peine de prison légère, devra subir une série d'épreuves et à chaque fois devra faire le choix de souffrir et de pardonner ou tuer ceux qui sont à l'origine de sa peine :
  - Douche froide : un des pièges révélés dans l'accroche montre une femme suspendue nue dans une chambre froide. Elle aurait pu aider Jeff par son témoignage dans l'accident et ainsi envoyer le chauffard en prison pour plusieurs années, mais elle a fait le mauvais choix de s'enfuir et de ne pas témoigner. Autour d'elle, une structure qui projette de l'eau sur son corps, un acte de torture similaire à celui conçu par Elizabeth Bathory. Jeff devra choisir entre se brûler au froid pour récupérer la clef qui la libérera ou la laisser mourir gelée dans la glace qui recouvre son corps.
  - Noyade : le juge qui a prononcé la peine légère de prison est enchaîné au fond d'une cuve qui va progressivement se remplir d'entrailles de porcs. Jeff devra faire le choix de brûler toutes les affaires de son défunt fils pour récupérer la clef qui le libérera ou le laisser se noyer.
  - « Le Chevalet » (« La Tordeuse » au Québec) : le chauffard qui a écrasé le fils de Jeff est accroché sur une structure qui va lui tordre tous les membres du corps. La clef pour le libérer est reliée à un fusil ; Jeff devra choisir entre recevoir une décharge de chevrotine pour le libérer ou le regarder mourir disloqué dans la machine.

## Anecdotes
Une affiche « sang pour sang »
Les équipes marketing de Lionsgate ont bouleversé les attitudes avec une idée originale : une affiche a été imprimée - après avoir obtenu l'accord du comédien et les recommandations de la Santé Publique - à partir du sang de l'acteur Tobin Bell (John Kramer, le « jigsaw » ou « tueur au puzzle »). Une campagne de don du sang a accompagné la sortie de ce nouvel opus.
Avec ce mélange comportant de l'encre rouge et du véritable sang, l'affiche obtenue a été vendue aux enchères au profit de la Croix-Rouge américaine.
Incohérence liée à l'affiche du film
Dans le commentaire audio du DVD, le réalisateur explique que le personnage de Troy devait initialement être enchaîné par les dents, au lieu de l'être par la chair de tous ses membres. C'est pourquoi l'affiche originale du film (des dents qui pendent à des fils de fer) ne correspond à aucune scène du film, mais correspondait au story-board original.
Jeff Reinhart
Le nom de Reinhart comme nom de famille de Jeff n'a jamais été indiqué officiellement. Un internaute avait modifié le nom sur IMDb à l'époque et finalement ce nom a été repris par la suite. Néanmoins à la lecture de la distribution avant de voir le film, on ne peut déduire que Jeff est le mari de Lynn (Denlon), ce qui constitue une partie de l'intrigue du film. Après avoir vu le film, on peut penser que Lynn avait choisi de garder son nom de jeune fille après s'être mariée à Jeff.
Obi Tate
Alors que Lynn Denlon fait l'opération à John, on peut voir au moment du souvenir dans lequel il y a Jill Tuck (l'ex-femme de John Kramer = Jigsaw), Obi Tate (personnage de Saw 2) marcher sur le chemin.